# Highest in the Room
Highest in the Room è un singolo del rapper statunitense Travis Scott, pubblicato il 4 ottobre 2019.

## Descrizione
La canzone è stata utilizzata per la prima volta nella pubblicità di "Kybrows", prodotto di Kylie Jenner, allora fidanzata di Scott, prima che quest'ultimo si esibisse al festival Rolling Loud di Miami nel maggio 2019. A settembre Scott ha interpretato una parte della canzone in un concerto che includeva un verso di Lil Baby ma alla fine è stato tagliato nella versione finale.

## Video musicale
Il video musicale, diretto da Dave Meyers e dall'interprete stesso, è stato reso disponibile il 4 ottobre 2019 in concomitanza con l'uscita del singolo.

## Tracce
Testi e musiche di Jacques Webster, Ozan Yildirim, Nik Frascona e Mike Dean.
1. Highest in the Room – 2:56

## Formazione
- Travis Scott – voce
- OZ – produzione
- Nik D – produzione
- Travis Scott – registrazione
- Mike Dean – mastering, missaggio
- Sean Solymar – assistenza al missaggio
- Jimmy Cash – assistenza al missaggio

## Remix
Il 27 dicembre 2019 viene pubblicata una versione remix della canzone realizzata con la partecipazione della cantante spagnola Rosalía e del rapper statunitense Lil Baby, estratta come primo singolo dal primo album compilation JackBoys dell'omonimo gruppo.

### Tracce
Testi e musiche di Jacques Webster, Ozan Yildirim, Rosalía Vila, Dominique Jones, Nik Frascona e Mike Dean.
1. Highest in the Room (feat. Rosalía & Lil Baby) – 4:05

## Successo commerciale
Highest in the Room ha debuttato in cima alla Billboard Hot 100, diventando la seconda numero uno di Scott in tale classifica. Nel corso della settimana, ha venduto 51 000 copie digitali ed ottenuto 59 milioni di riproduzioni streaming, risultando il totale streaming settimanale più alto da 7 Rings di Ariana Grande e da This Is America di Childish Gambino e ha accumulato 6,9 milioni di audience radiofonica. La settimana seguente è sceso alla 6ª posizione, registrando così un forte calo di vendite dell'87% e del 37% in streaming, pur incrementando notevolmente gli ascoltatori radiofonici. In seguito alla commercializzazione del remix, la canzone è rientrata in top ten all'8ª posizione. L'evento Astronomical organizzato dal rapper su Fortnite nel 2020 ha garantito al brano la propria rientrata al numero 38 nella pubblicazione del 9 aprile successivo, totalizzando nel corso della settimana 13,3 milioni di stream e 3 000 copie pure.
Nel Regno Unito ha fatto il proprio ingresso al 2º posto della Official Singles Chart nella pubblicazione del 17 ottobre 2019, bloccato da Dance Monkey di Tones and I, grazie a 48 805 unità distribuite. È divenuta la terza top ten del rapper in tale classifica. La settimana successiva è sceso di 3 posizioni, totalizzando 35 083 unità. Ha mantenuto la medesima posizione per una seconda settimana consecutiva e ha aggiunto altre 29 505 vendite al suo totale. In Irlanda ha esordito al 3º posto, diventando il miglior posizionamento raggiunto dal rapper ad allora.
In Australia, proprio come in Irlanda, il brano è entrato al 3º posto, segnando il miglior piazzamento e la terza top ten del rapper ad allora nella ARIA Singles Chart.

## Classifiche

### Classifiche settimanali
| Classifica (2019-20) | Posizione massima |
| -------------------- | ----------------- |
| Australia            | 3                 |
| Austria              | 3                 |
| Belgio (Fiandre)     | 30                |
| Belgio (Vallonia)    | 49                |
| Canada               | 1                 |
| Costa Rica           | 19                |
| Danimarca            | 4                 |
| Estonia              | 3                 |
| Finlandia            | 6                 |
| Francia              | 11                |
| Germania             | 8                 |
| Grecia               | 1                 |
| Irlanda              | 3                 |
| Islanda              | 12                |
| Italia               | 11                |
| Lettonia             | 1                 |
| Lituania             | 2                 |
| Malaysia             | 10                |
| Norvegia             | 2                 |
| Nuova Zelanda        | 2                 |
| Paesi Bassi          | 14                |
| Portogallo           | 2                 |
| Regno Unito          | 2                 |
| Repubblica Ceca      | 4                 |
| Singapore            | 12                |
| Slovacchia           | 2                 |
| Spagna               | 19                |
| Stati Uniti          | 1                 |
| Svezia               | 6                 |
| Svizzera             | 2                 |
| Ungheria             | 2                 |

### Classifiche di fine anno
| Classifica (2019) | Posizione |
| ----------------- | --------- |
| Canada            | 99        |
| Lettonia          | 32        |
| Portogallo        | 75        |
| Ungheria          | 37        |
| Classifica (2020) | Posizione |
| Australia         | 63        |
| Canada            | 49        |
| Danimarca         | 86        |
| Francia           | 94        |
| Islanda           | 84        |
| Italia            | 95        |
| Nuova Zelanda     | 50        |
| Portogallo        | 14        |
| Regno Unito       | 97        |
| Stati Uniti       | 45        |
| Svizzera          | 31        |
| Ungheria          | 46        |
| Classifica (2021) | Posizione |
| Portogallo        | 89        |
| Classifica (2024) | Posizione |
| Portogallo        | 168       |